# Enophrys bison
Enophrys bison är en fiskart som först beskrevs av Girard, 1854.  Enophrys bison ingår i släktet Enophrys och familjen simpor. Inga underarter finns listade i Catalogue of Life.